# Acytolepis
Acytolepis är ett släkte av små fjärilar som ingår i familjen juvelvingar (Lycaenidae) inom tribuset blåvingar (Polyommatini). Släktet beskrevs 1927 av Lambertus Johannes Toxopeus och typart är Acytolepis puspa. Släktet förekommer i Orientaliska och Australiska regionerna.
En stor mängd taxon har beskrivits och historiskt tilldelats artstatus, men idag erkänns bara fem till sex arter. Acytolepis puspa har ett stort utbredningsområde, som sträcker sig från Indien i väst till Nya Guinea i öst och delas upp i en mängd underarter, medan övriga arter har begränsade utbredningsområden.

## Arter
- Acytolepis puspa (Horsfield, 1828)
- Acytolepis armenta (Fruhstorfer, 1910) (placeras ofta i släktet Cyaniris)[4][3]
- Acytolepis lilacea (Hampson, 1889)
- Acytolepis najara (Fruhstorfer, 1910)
- Acytolepis ripte (H. H. Druce, 1895)
- Acytolepis samanga (Fruhstorfer, 1910)